# Lichting
Lichting ist ein Ortsteil der Gemeinde Oberschneiding im niederbayerischen Landkreis Straubing-Bogen.

## Geographie und Verkehrsanbindung
Das Dorf Lichting liegt südwestlich des Kernortes Oberschneiding^auf der Gemarkung Reißing. Die B 20 verläuft östlich.
Am südlichen Ortsrand fließt der Raintinger Bach.

## Sehenswürdigkeiten
In der Liste der Baudenkmäler in Oberschneiding ist für Lichting die katholische Filialkirche St. Pantaleon als Baudenkmal aufgeführt. Sie wurde um das Jahr 1750 errichtet.